# Henry Blackwood
Henry Blackwood, I baronetto (Clandeboye, 28 dicembre 1770 – Clandeboye, 17 dicembre 1832) è stato un ammiraglio britannico.

## Biografia

### I primi anni di servizio
Blackwood era il quarto figlio di Sir John Blackwood, II baronetto, di Ballyleidy (località poi rinominata Clandeboye), Contea di Down, e di Dorcas Blackwood, I baronessa Dufferin e Claneboye. Nell'aprile 1781 egli entrò nella Royal Navy come volontario a bordo della fregata HMS Artois, con capitano John MacBride, e con essa fu presente alla Battaglia di Dogger Bank.
Promosso luogotenente (3 novembre 1790), comandante (6 luglio 1794) e capitano (2 giugno 1795), venne quindi nominato alla fregata HMS Brilliant, con 28 cannoni a carico. Già all'inizio del 1798 la Brilliant venne inviata in mare aperto sotto la supervisione dell'ammiraglio Waldegrave verso le stazioni d'appoggio nel Nuovo Mondo ed il 26 luglio di quell'anno, mentre si trovava presso la baia di Santa Cruz, venne attaccata da due fregate francesi di maggiori dimensioni. Con ammirabile coraggio e prontezza d'animo oltre che destrezza ed esperienza militare, Blackwood riuscì a fugare lo scontro e a fuggire sebbene tale condotta fosse stata duramente criticata a quel tempo.
Già all'inizio del 1799 la Brilliant fece nuovamente ritorno in Inghilterra e Blackwood venne nominato al comando della fregata HMS Penelope, con 36 cannoni, con la quale dopo alcuni mesi di servizio nel Canale della Manica, venne inviato nel Mediterraneo a salvaguardare le coste dell'Isola di Malta.
Nella notte del 30 marzo 1800 la Guillaume Tell, di 80 cannoni, grazie ad una leggera nebbia e alla grande oscurità, riuscì a penetrare nell'area del porto. Superata la Penelope, subito Blackwood diede l'ordine di inseguirla e raggiuntala le venne intimato di fermarsi. Proseguendo, ed avvalendosi della resistenza della Lion, di 64 cannoni, e della Foudroyant, di 80 cannoni, cercò di opporsi alle forze inglesi, dovendo però capitolare poco dopo. L'ammiraglio Horatio Nelson scriveva da Palermo (5 aprile 1800) a Blackwood in persona: «Vi è una simpatia che lega gli uomini insieme e cementa le loro amicizie senza che questi si conoscano? Se essa esiste (e io credo di sì così come si manifesta tra voi e me), io penso di esservi amico prima di conoscervi. La vostra condotta e la fermezza del vostro carattere dimostrato nelle ultime gloriose azioni vi precedono. Grazie e dite tutto questo anche ai vostri ufficiali e marinai».

### Il comando della HMSEuryalus
Nell'aprile del 1803 Blackwood venne nominato al comando della Euryalus, di 36 cannoni. Durante i successivi due anni egli venne impiegato sulla costa dell'Irlanda e nel Canale della Manica e nel luglio del 1805 venne inviato come osservatore dei movimenti della flotta alleata di Pierre-Charles Villeneuve dopo la sua sconfitta da parte di Sir Robert Calder. Al suo ritorno con la notizia che Villeneuve si era recato a Cadice, egli si fermò a Londra per incontrare Nelson e insieme si recarono all'Ammiragliato per ricevere le istruzioni finali per prendere il comando della flotta senza esitazioni. Blackwood con Euryalus, accompagnò Nelson a Cadice e venne nominato a comando di uno squadrone con l'incarico di mantenere l'ammiraglio informato di qualsiasi movimento nemico. Gli venne offerta una nave di linea ma egli preferì rimanere sulla Euryalus. Blackwood vedendo le mosse del nemico non ebbe più dubbi e la mattina della Battaglia di Trafalgar (21 ottobre), scrivendo alla moglie, aggiunse: 'Ho appena fatto il segnale alla Victory.' Questo segnale venne inviato alle sei di mattina e da quel momento sino al mezzogiorno, Blackwood rimase a bordo per ricevere le ultime informazioni dell'ammiraglio assieme al capitano Hardy. Secondo le testimonianze Nelson disse allo stesso Blackwood. 'Dio vi benedica, Blackwood, potrei non potervi più parlare'. Immediatamente dopo la battaglia che si tenne in seguito, Collingwood ospitò le bandiere strappate al nemico a bordo della Queen e la Euryalus venne inviata in patria col dispaccio della vittoria dello scontro e con l'ammiraglio francese Pierre-Charles de Villeneuve fatto prigioniero. Blackwood sbarcò a Falmouth e fu uno ei primi messaggeri a usare la Trafalgar Way per inviare dei dispacci all'Ammiragliato di Londra. Egli si trovava ancora in Inghilterra in occasione dei funerali di lord Nelson l'8 gennaio 1806, occasione nella quale venne chiamato a sostenere la bara dell'amico in vece dell'ammiraglio di flotta Sir Sir Peter Parker, ormai anziano.

### La perdita della HMSAjax

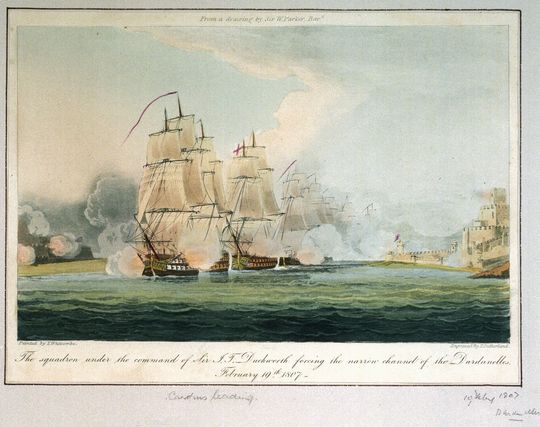
Lo squadrone di Duckworth nell'atto di forzare lo stretto dei Dardanelli

Nel 1807, mentre si trovava al comando della HMS Ajax presso lo stretto dei Dardanelli sotto il comando dell'ammiraglio Sir John Duckworth, il suo vascello accidentalmente prese fuoco, causano la perdita della nave e dei 252 marinai. Questa è ancora oggi considerata una delle più grandi tragedie della marina militare inglese nella sua storia. Blackwood riuscì a salvarsi galleggiando aggrappato ad un albero per un'ora prima di venire salvato dalla HMS Canopus.

### Il comando della HMSWarspite
Passato in giudizio per la perdita della HMS Ajax e dopo esserne uscito assolto per mancanza di colpa, Blackwood ottenne il comando della HMS Warspite a bordo della quale si trovava anche suo nipote Price Blackwood, IV barone Dufferin e Claneboye. Al comando della nuova imbarcazione egli navigò nel Mare del Nord e successivamente nel Canale della Manica, ricevendo il comando di un piccolo squadrone durante il blocco di Tolone del 1810. La nave subì alcuni danni ma tornò in perfetta forma a partire dal 1812, ritornando a prestare servizio nella Manica oltre a supportare i blocchi di Brest e Rochfort durante un viaggio che toccò le tappe di Vlissingen, Paesi Bassi, Douarnenez, Francia, area basca, Francia, Cawsand e Cornovaglia.
Uno dei suoi sottoposti, James Cheape, descriveva in quel periodo Blackwood come un comandante amante della disciplina e dell'ordine. Ad ogni modo Cheape descrisse il conflitto tra Blackwood e lord Keith quando nel novembre del 1813, lord Melville aveva ordinato una linea di battaglia per le "Western Islands", e voleva che la Warspite venisse inclusa tra le navi delle operazioni. Lord Keith, ad ogni modo, avvisò il capitano Blackwood "che era impossibile inviarlo per non trascurare i suoi impegni" e vi inviò pertanto la nave del capitano West, suo amico. Il capitano Blackwood inviò quindi una lettera privata a lord Keith ritenendo che la Warspite avesse la precedenza su qualsiasi altra nave. Questo causò le dimissioni immediate di Blackwood dal comando dopo sei anni di servizio continuo.

### La nomina a Contrammiraglio e gli ultimi anni
Il 4 giugno 1814 Blackwood ottenne la promozione al rango di Contrammiraglio e nel settembre di quello stesso anno venne creato Baronetto "della Marina" per la sua brillante condotta che spinse molti reali d'Europa a rivolgere uno sguardo benevolo all'Inghilterra dopo la sconfitta di Napoleone. Nell'agosto del 1819 venne nominato Cavaliere Compagno dell'Ordine del Bagno e nominato comandante in capo nelle Indie Orientali pur subendo un naufragio nella Leander sulla via per raggiungere le coste di Madeira e facendo ritorno alla sua stazione nel dicembre del 1822. Nel maggio del 1825 divenne Vice Ammiraglio, e dal 1827 al 1830 fu comandante in capo della Nore.
Morì di tifo o di scarlattina il 17 dicembre 1832 a Ballyleidy, già residenza di suo fratello maggiore, il barone Dufferin e Clanboye.
In suo onore rimane ancora oggi intitolato il fiume Blackwood, in Australia.